# Gambia i olympiska sommarspelen 1988
Gambia deltog i de olympiska sommarspelen 1988 med en trupp bestående av sex deltagare, men ingen av landets deltagare erövrade någon medalj.

## Brottning
| Dawda Jallow  | Herrarnas 400 meter | 46,91   | 3 | 46,35            | 7                | Gick inte vidare | Gick inte vidare | Gick inte vidare | Gick inte vidare | Gick inte vidare | Gick inte vidare |
| Momodou N'Jie | Herrarnas 800 meter | 1:55,57 | 7 | Gick inte vidare | Gick inte vidare | Gick inte vidare | Gick inte vidare | Gick inte vidare | Gick inte vidare |                  |                  |
| Jabou Jawo    | Damernas 100 meter  | 12,27   | 8 | Gick inte vidare | Gick inte vidare | Gick inte vidare | Gick inte vidare | Gick inte vidare | Gick inte vidare |                  |                  |

## Friidrott
- Matarr Jarju
- Adama Damballey
- Bakary Sanneh